# Beechingstoke
Beechingstoke è un villaggio e una parrocchia civile della contea del Wiltshire, Sud Ovest dell'Inghilterra, Regno Unito.

## Geografia

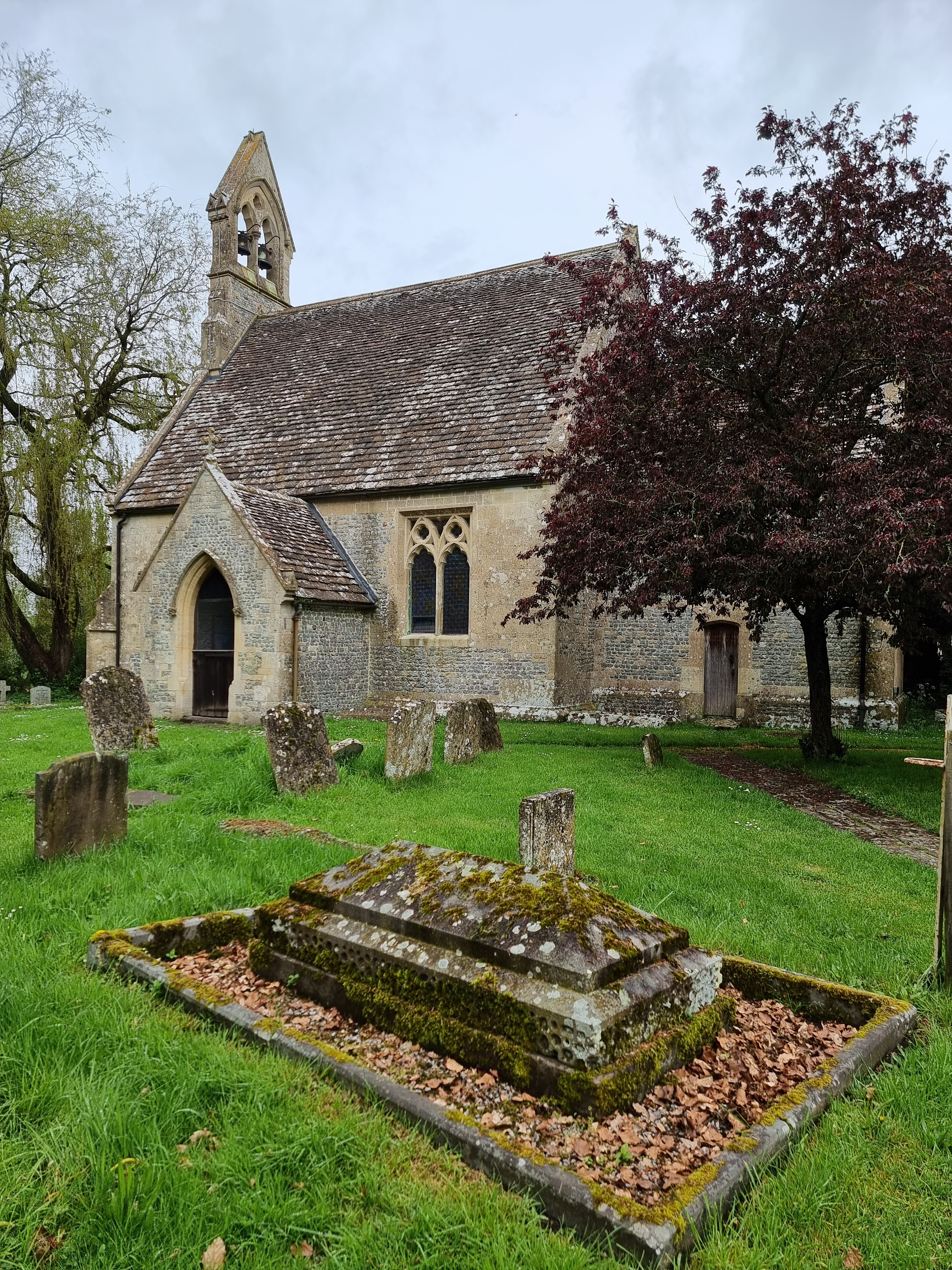
Chiesa di Santo Stefano col cimitero della comunità

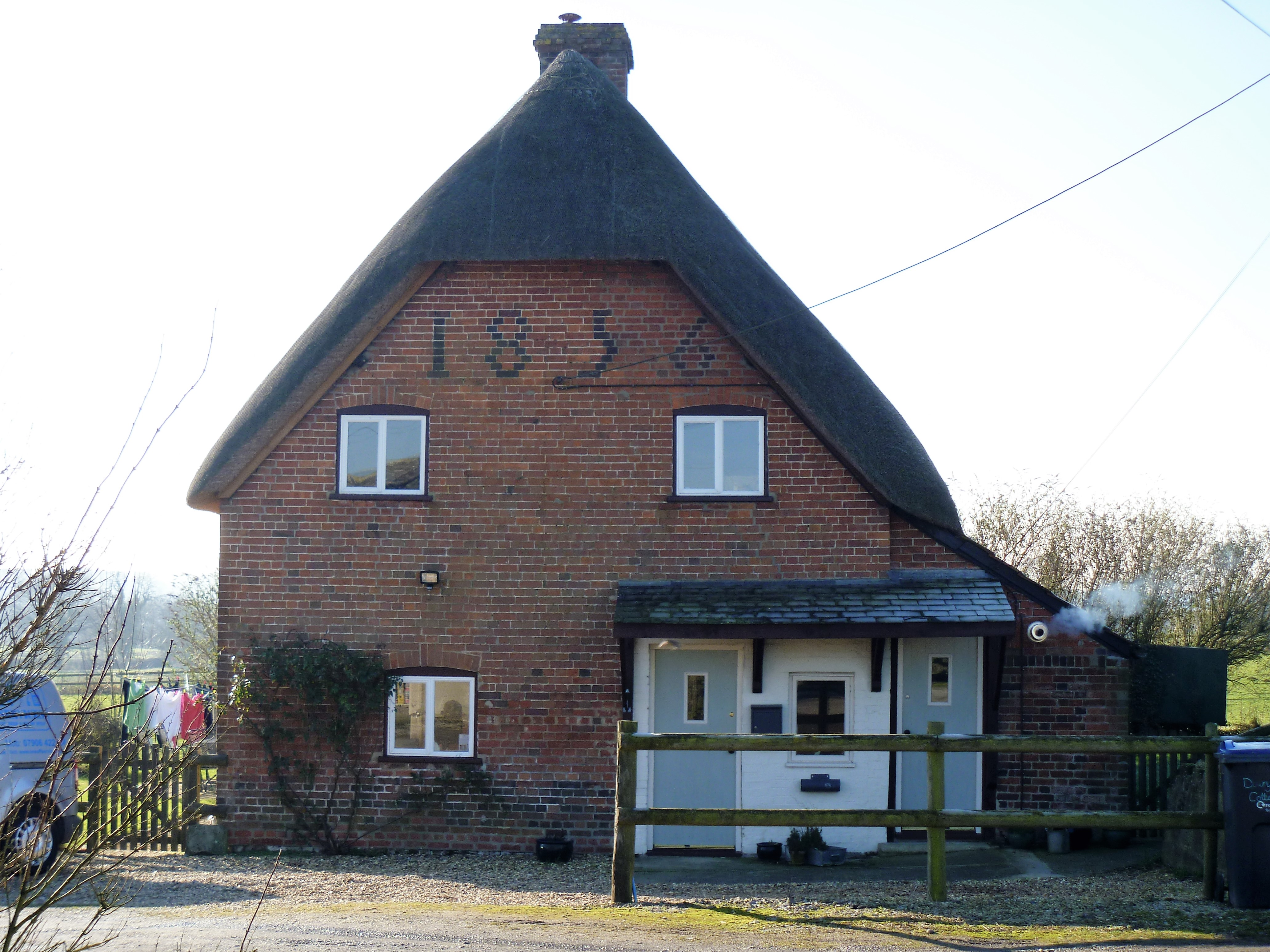
Edificio privato con tetto in paglia

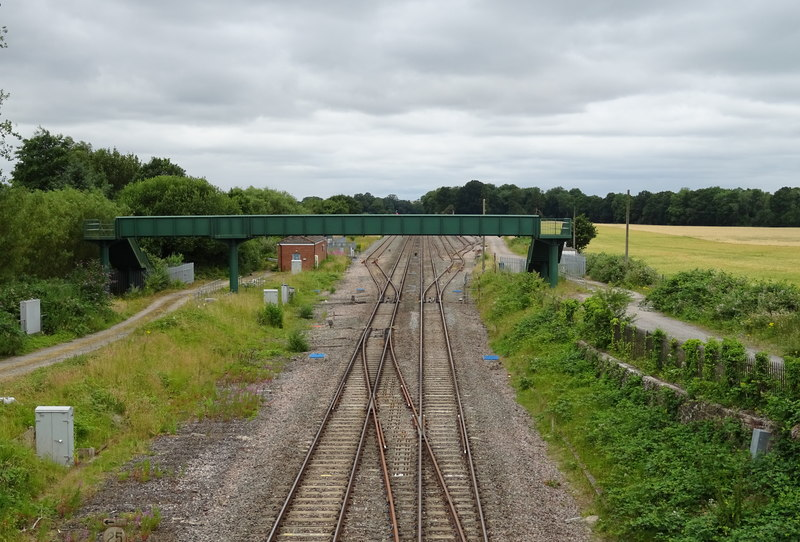
Anche se la stazione è stata chiusa dal 1966 la linea ferroviaria attraversa ancora il territorio del villaggio

Il territorio di Beechingstoke è situato nella contea del Wiltshire, in Inghilterra, sulle rive del fiume Avon ed è caratterizzato da grandi estensioni a campagna. Il villaggio si trova vicino al confine nord-occidentale della parrocchia civile e vi si accede dalla strada secondaria da Patney, è situato su una piccola altura di sabbia verde. La mappa dell'aera ha forma approssimativamente ovale e si estende per 891 acri. L'area principale dell'insediamento si trova direttamente a nord della strada per Woodborough vicino al confine nord-occidentale. alcune zone sono di natura alluvionale. Il terreno paludoso è caratterizzato dalla presenza di conifere e ontani. Dai terreni alluvionali il terreno sale dolcemente sopra l'Upper Greensand e su cui si trovano gli insediamenti di Beechingstoke e Broad Street. I terreni più pesanti vicino ai corsi d'acqua di confine erano in passato sfruttati come prati irrigui e nel 1970 i terreni di greensand erano ancora ampiamente dedicati al pascolo. Il triangolo formato da Broad Street, Puckshipton Lane e la strada Patney-Woodborough circonda uno sperone di Lower Chalk che si eleva fino a oltre 400 piedi. Già nel 1773 il suo punto più alto era contrassegnato da "Stoke elm".  Nel XVIII secolo la zona era occupata da campi coltivabili e nel 1970 molti terreni erano ancora coltivati.

## Storia
Nel 941 il re Edmondo I d'Inghilterra concesse al suo vassallo Adric il territorio a Stoke e in seguito, in una data sconosciuta, la terra fu acquisita dall'abbazia di Shaftesbury, la cui signoria è espressamente menzionata per l'ultima volta nel 1316. Nel 1357 Joan, moglie di Richard Monck e forse figlia ed erede di Andrew Wake, cedette la terra a Beechingstoke a John Wroth. Da allora in poi il feudo apparentemente passò insieme a quello di Puckshipton e fu assegnato nel 1502 ad Anne, moglie di Sir Adrian Fortescue, come pronipote e coerede di Joan, Lady Ingoldisthorpe. Nel 1513 Anna e suo marito cedettero la tenuta a Richard Foxe, vescovo di Winchester. Il vescovo Foxe la assegnò al priorato della cattedrale e nel 1535 le terre furono incluse tra le tenute assegnate all'ordariano William Basyng. Il piccolo villaggio della contea del Wiltshire era conosciuto anche semplicemente come Stoke fino al XIX secolo. L'area principale dell'insediamento si trova direttamente a nord della strada per Woodborough vicino al confine nord-occidentale della parrocchia e un piccolo insediamento noto come Piccadilly si trova a est. Broad Street, un borgo che si estende lungo la strada secondaria da Hilcott a Woodborough, segna il probabile percorso della Ridge Way e si trova a circa un miglio a est di Bottle. Quella zona era nota fino alla metà del XIX secolo come Botwell e nel 1970 come Bottle e prende il nome dal corso d'acqua di confine nord-orientale, chiamato botan waelle nel IX secolo. Il territorio ha avuto insediamenti sino dal tardo neolitico testimoniati dalla presenza del monumento tardo-neolitico noto come Marden earthwork, il più grande recinto del suo genere finora conosciuto, che si trova sulla riva nord del fiume Avon. Una stretta striscia di terreno alluvionale costeggia i corsi d'acqua di confine della parrocchia a sud, ovest, nord e nord-est e il terreno paludoso in passato era sfruttato come area irrigua e nel 1970 i terreni di greensand erano ancora ampiamente dedicati al pascolo. Il borgo di Broad Street viene citato per la prima volta nel 1773, si trova lungo l'ex strada a pedaggio a est e conserva alcuni cottage, una macelleria e un negozio di un commerciante di mais. Un certo numero di edifici più recenti, tra cui la scuola di Woodborough, si trovano lungo il lato est della strada a nord di Broad Street. Manor Farm, che si trova all'incrocio tra Broad Street e la strada per Beechingstoke, era originariamente una casa di fine XVIII secolo, ma è stata successivamente modificata e vi è stata aggiunta un'estensione occidentale a una campata. A ovest si trova un grande fienile con il tetto di paglia. Lo sviluppo recente a Beechingstoke è stato principalmente limitato all'edilizia popolare. La strada per Woodborough a nord di Broad Street fu deviata su un percorso più a est e reindirizzata su un ponte ferroviario quando venne aperta la ferrovia nel 1862. La stazione di Woodborough era situata a Beechingstoke a nord di Manor Farm sul sito della vecchia strada a pedaggio. La stazione fu chiusa nel 1966 e gli edifici demoliti.

## Monumenti e luoghi d'interesse
Nel territorio di Beechingstoke sono presenti alcuni edifici e punti di interesse. Tra questi:
- Chiesa di Santo Stefano. Appartiene alla diocesi di Salisbury e dal 19 marzo 1962 è considerata un monumento classificato di secondo grado per il suo particolare interesse storico e architettonico. Si tratta di una chiesa parrocchiale anglicana, probabilmente tardo medievale con modifiche del 1693 alla navata, del 1791 al presbiterio, pesantemente restaurata tra il 1861 e il 1869.[5][6]

Altri edifici di un certo interesse sono varie case a volte risalenti al XVIII secolo e successive ed edifici con muri in selce e un tetto di paglia.